# 王彌
王彌（？—311年），東萊郡人。曹魏將領王頎之孫。西晉末年的叛民領袖，後歸附漢趙為將，官至大將軍。後因被另一將領石勒所忌而被殺。

## 生平

### 作亂本郡
王彌有才幹，閱讀過不少不同類型的書籍。年輕時遊俠於洛陽。永興三年（306年），東萊郡惤縣縣令劉柏根叛亂，自稱惤公。王彌則帶著家僮去追隨他，並被任命為長史。及後劉柏根進攻臨淄，擊敗抵抗的劉暾並逼走青州都督司馬略。但不久就被安北將軍王浚所派的軍隊擊敗，劉柏根亦戰死。王彌於是聚眾於海島之上，但被兗州刺史苟晞弟苟純擊敗，唯有逃到長廣山作盜賊。

### 歸附漢國
永嘉元年（307年）二月，王彌與部眾在青州和徐州擄掠，自稱征東大將軍，並殺害兩個太守。太傅司馬越派鞠羨任東萊太守以討伐王彌，但反被王彌所殺。苟晞及後率兵進攻並大敗王彌。王彌於是自以當年游俠洛陽時認識劉淵，而當時劉淵已建立漢國，於是與剛敗於晉將王讚的同黨劉靈一同投奔劉淵。劉淵知道後十分高興，拜為鎮東大將軍、青徐二州州牧、都督緣海諸軍事，封為東萊公。
次年，王彌收集殘餘部眾，再度起兵，分別攻掠青、徐、兗、豫州四州，並聚有數萬之眾，苟晞再攻王彌亦不能取勝。王彌於是再攻入許昌，並取去武庫內的武器，並進逼洛陽。王彌進逼洛陽的消息令洛陽人心震動，城門緊閉。王彌到後，司徒王衍領兵抵抗，終在七里澗大敗王彌軍。及後王彌北上并州的劉淵根據地，劉淵派人在黎亭城郊迎接，任命王彌為司隸校尉，加侍中、特進。但王彌辭讓。王彌及後便參與漢國的軍事行動，隨劉曜進攻河內，又與石勒進攻鄴城。
永嘉三年（309年），王彌獲劉淵任命為侍中、都督青、徐、兗、豫、荊、揚六州諸軍事、征東大將軍、青州牧，與劉聰和石勒一同進攻壺關。漢軍當時先後擊敗劉琨和司馬越所派的援兵，終令上黨太守龐淳以壺關投降。攻破壺關後，王彌與劉聰等人受命進而攻擊洛陽，但最終在洛陽被司馬越派軍乘虛擊敗，被逼撤軍。王彌隨後則派騎兵攻掠襄城郡各縣，因逃避戰亂而流散在穎川、襄城、汝南和南陽的數萬個流民因不滿當地居民的不禮貌對待，因而焚燒城邑和殺害官吏以響應王彌。但此時司馬越派薄盛、李惲等人追擊王彌，在新汲擊敗王彌。王彌後派左長史曹嶷領五千兵到青州，以財寶招納亡命徒以及迎接王彌在青州的家眷。

### 永嘉之亂
永嘉五年（311年），王彌與劉曜共攻襄城，後又奉命領兵與劉聰所派的呼延晏在洛陽會合，並與呼延晏及劉曜和石勒等一同進攻洛陽。當時洛陽有大饑荒，王彌等於是成功攻入洛陽，並擄走晉懷帝和大殺官員。當時王彌縱兵搶掠宮中寶物的婢女，被劉曜阻止，更殺其牙門王延，王彌於是與劉曜互相攻伐。王彌在長史張嵩勸諫下與劉曜修好，但及後王彌向劉曜提出漢國遷都洛陽的建議但不被其接納，劉曜更焚毀洛陽宮殿。王彌於是十分不滿，領兵東走項關。
前司隸校尉劉暾當時勸說王彌既然與劉曜結怨，不如先佔據守青州作根據地自保，至少也能割據青州以成鼎立之勢。王彌聽從。但當時王彌部將徐邈、高粱等都出走到青州投曹嶷，令王彌的軍力有所削弱。數月後，漢國升王彌為大將軍，封齊公。

### 石勒所忌
當時，王彌和石勒表面上互相親善，實質上石勒忌憚王彌的驍勇，都暗中防備他。而王彌亦刻意討好石勒，如在攻陷洛陽時送了不少搶掠而得的美女和寶物給石勒。劉暾於是建議王彌聯合派往青州的曹嶷，以其兵消滅石勒。王彌聽從並派劉暾帶同書信到青州以聯合曹嶷，又邀請石勒和自己一同到青州，圖謀殺死對方。但劉暾在東阿被石勒手下遊騎捕獲，石勒知悉劉暾所帶書信內容後大怒，殺死劉暾並決意要消滅王彌，但王彌卻不知劉暾已死。後石勒攻滅晉大將軍苟晞，並讓苟晞為其左長史。王彌特意卑下的祝賀：「你擒獲苟晞並任用他，多麼神妙呀！若苟晞為你的左長史，我當你的右長史，天下不難得到呀！」石勒謀士張賓認為王彌必有所圖，並勸石勒趁王彌實力有所減弱時就除去他。石勒又趁王彌與乞活軍劉瑞相持，向石勒求援的機會取得王彌信任，派兵救援王彌。王彌亦因而信任石勒，不再懷疑對方。

### 宴會遇刺
十月，石勒在己吾宴請王彌，王彌因信任石勒，不聽張嵩的勸諫而赴約。石勒於是趁王彌喝酒喝得盡興時殺死王彌並吞併其部眾，又上報劉聰稱王彌謀反。劉聰雖然讉責石勒「專害公輔，有無君之心」，但又怕石勒有異心，於是給石勒加官，沒有懲罰石勒。

## 性格特徵
王彌在長廣山為盜賊時，每次擄略行動都有計劃，衡量過成敗才行動，且都沒失算過，而且臂力過人，騎射都了得，被青州人稱為「飛豹」。

## 評論
- 董仲道：君豺聲豹視，好亂樂禍，若天下騷擾，不作士大夫矣。
- 張賓：王公人傑，當早除之。
- 《晉書》評：王彌好亂樂禍，挾詐懷姦，命儔嘯侶，伺間候隙，助悖逆平陽，肆殘忍於都邑，遂使生靈塗炭，神器流離，邦國軫《麥秀》之哀，宮廟興《黍離》之痛，豈天意乎？何醜虜之猖狂而亂之斯瘼者也！

## 延伸阅读
[在维基数据编辑]
 《晉書·卷100》，出自房玄齡《晉書》